# Culture in Dub
Culture in Dub è un album di reggae dub dei Culture, pubblicato dalla Sky Note Records nel 1978.
Il titolo del disco è leggermente differente tra le label che lo pubblicarono, l'etichetta jamaicana High Note Records riporta come titolo Culture Dub, mentre
la casa discografica britannica Sky Note Records reca il titolo Culture in Dub.
Brani in chiave dub in cui l'apporto vocale dei Culture è quasi del tutto assente.

## Tracce
Brani composti da Joseph Hill.
Lato A
1. Everyday Love Dub – 4:05
2. Skilful Dub – 4:10
3. Iron Sharp Dub – 3:59
4. Tropical Dub Fever – 3:58

Durata totale: 16:12
Lato B
1. Heavenly Dub – 4:15
2. Harder Than the Rest – 4:10
3. Freedom Jam – 3:03
4. Deep Root Dub – 3:40

Durata totale: 15:08

## Musicisti
The Revoultionaries
- Bertram McLean - chitarra
- Radcliffe Dougie Bryan - chitarra
- Willie Lindo - chitarra
- Earl Lindo - tastiere
- Ansell Collins - tastiere
- Harold Butler - tastiere
- David Madden - tromba
- Clive Hunt - tromba
- Vin Gordon - trombone
- Ronald Robinson - trombone
- Cedric Brooks - sassofono tenore
- Herman Marquis - sassofono tenore
- Dean Frazer - sassofono tenore
- Felix Deadly Headley Bennett - sassofono alto
- Robbie Shakespeare - basso
- Bertram McLean - basso
- Sly Dunbar - batteria
- Michael Richards - batteria
- Uziah Thompson - percussioni
- Harry Powell - percussioni

Note aggiuntive
- Sonia Eloise Pottinger - produttore
- Registrazione e remixaggio effettuato al Treasure Island Recording Studios di Kingston, Jamaica
- Errol Brown - ingegnere del mixaggio (Dub Master)